# Anchise Brizzi
Pour les articles homonymes, voir Brizzi.
Anchise Brizzi, né le 5 octobre 1887 à Poppi (province d'Arezzo, Toscane) et mort le 29 février 1964 à Rome (Latium), est un directeur de la photographie italien.

## Biographie
Au cinéma, Anchise Brizzi est chef opérateur dès 1914 (donc durant la période du muet) sur cent-treize films, majoritairement italiens ou en coproduction, le dernier sorti en 1963 — année précédant sa mort, en 1964, à 76 ans —.
Parmi ses films notables, mentionnons Scipion l'Africain de Carmine Gallone (film italien, 1937, avec Annibale Ninchi dans le rôle-titre et Camillo Pilotto), Le Carrefour des passions d'Ettore Giannini (coproduction franco-italienne, 1948, avec Viviane Romance et Clément Duhour), Othello d'Orson Welles (film américain, 1952, avec le réalisateur et Suzanne Cloutier), Les Deux Orphelines de Giacomo Gentilomo (coproduction franco-italienne, 1954, avec Myriam Bru et Milly Vitale), ainsi que La Vallée des pharaons de Fernando Cerchio (coproduction franco-italienne, 1960, avec Debra Paget et Ettore Manni).

## Filmographie partielle

### Période du muet
- 1920 : Il mio amante de Mario Almirante
- 1921 : La lotta per la vita de Guido Brignone
- 1922 : I conquistatori del mondo de Guido Brignone
- 1925 : Voglio tradire mio marito de Mario Camerini
- 1926 : Beatrice Cenci de Baldassarre Negroni

### Période du parlant

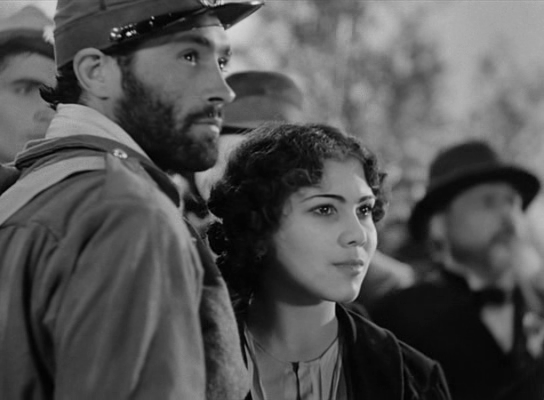
1860 (1934), avec Giuseppe Gulino et Aida Bellia

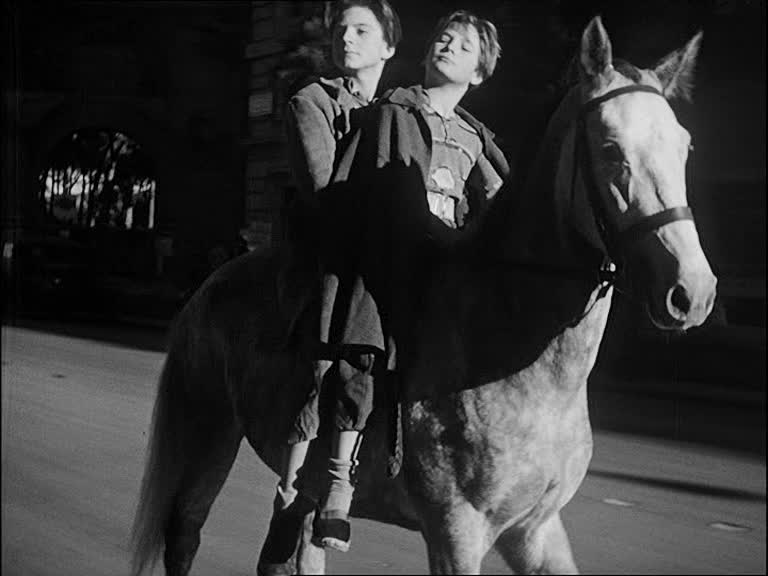
Sciuscià (1946), avec Franco Interlenghi et Rinaldo Smordoni

- 1931 : La Lanterne du diable (La lanterna del diavolo de Carlo Campogalliani
- 1932 : Le Palio de Sienne (Palio) d'Alessandro Blasetti
- 1933 : Treno popolare de Raffaello Matarazzo
- 1934 : Le Conspirateur (Teresa Confalonieri) de Guido Brignone
- 1934 : 1860 d'Alessandro Blasetti
- 1935 : Porto d'Amleto Palermi
- 1936 : L'Escadron blanc (Lo squadrone bianco) d'Augusto Genina
- 1936 : La damigella di Bard de Mario Mattoli
- 1936 : La Gondole aux chimères d'Augusto Genina
- 1937 : Scipion l'Africain (Scipione l'africano) de Carmine Gallone
- 1937 : Monsieur Max (Il signor Max) de Mario Camerini
- 1939 : Battements de cœur (Batticuore) de Mario Camerini
- 1939 : Dora Nelson de Mario Soldati
- 1941 : Les Fiancés (it) (I promessi sposi) de Mario Camerini
- 1942 : Les Deux Orphelines (Le due orfanelle) de Carmine Gallone
- 1942 : Lèvres closes (Labbra serrate) de Mario Mattoli
- 1943 : Maria Malibran (it) de Guido Brignone
- 1946 : Sciuscià de Vittorio De Sica
- 1946 : Amants en fuite (Amanti in fuga) de Giacomo Gentilomo
- 1946 : Rigoletto de Carmine Gallone
- 1948 : Le Carrefour des passions (Gli uomini sono nemici) d'Ettore Giannini
- 1949 : Cagliostro (Black Magic) de Gregory Ratoff
- 1949 : Les Pirates de Capri (I pirati di Capri) d'Edgar Georg Ulmer et Giuseppe Maria Scotese
- 1949 : Cet âge dangereux (That Dangerous Age) de Gregory Ratoff
- 1950 : Le Voleur de Venise (Il ladro di Venezia) de John Brahm
- 1951 : Terre de violence (Amore e sangue) de Marino Girolami
- 1951 : Dernier Rendez-vous (it) (Ultimo incontro) de Gianni Franciolini
- 1951 : Messaline (Messalina) de Carmine Gallone
- 1951 : Othello (The Tragedy of Othello: The Moor of Venice) d'Orson Welles
- 1952 : Violence charnelle (Art. 519 codice penale) de Leonardo Cortese
- 1953 : Les Anges déchus (Il mondo le condanna) de Gianni Franciolini
- 1953 : Le Retour de don Camillo (Il ritorno di don Camillo) de Julien Duvivier
- 1953 : Femmes damnées (Donne proibite) de Giuseppe Amato
- 1954 : Les Deux Orphelines (Le due orfanelle) de Giacomo Gentilomo
- 1954 : Les Amours de Manon Lescaut (Gli amori di Manon Lescaut) de Mario Costa
- 1955 : La Grande Bagarre de don Camillo (Don Camillo e l'onorevole Peppone) de Carmine Gallone
- 1957 : Peppino, le modelle e... "chella llà" de Mario Mattoli
- 1958 : Le ciel brûle (Il cielo brucia) de Giuseppe Masini
- 1959 : Roland, le Chevalier sans terre (Il cavaliere senza terra) de Giacomo Gentilomo
- 1960 : La Vallée des pharaons (Il sepolcro dei re) de Fernando Cerchio